# Team Ghost
Team Ghost est un groupe de musique électronique français. Il est formé en 2009 par Nicolas Fromageau, cofondateur du groupe M83, qu'il a quitté en 2004. Le groupe ne montre plus de signe d'activité depuis 2018.

## Biographie
Team Ghost est formé en 2009 par Nicolas Fromageau, épaulé par Christophe Guérin, qui ont quitté leur ville natale d’Antibes pour Paris, Team Ghost sort en 2010 son premier EP,, intitulé You Never Did Anything Wrong to Me et produit par Benoit de Villeneuve . De cette collaboration est née une amitié forte entre Team Ghost et Villeneuve, celui-ci rejoindra alors le groupe en tant que compositeur. Le style musical de Team Ghost est qualifié de cold-gaze, (contraction de cold wave et shoegaze), appellation créée par le magazine NME à l'occasion de la critique de cet EP. Après une série de concerts donnés à Paris, le groupe a réalisé la première partie des concerts de la tournée européenne du groupe canadien Crystal Castles. Team Ghost a également joué dans plusieurs festivals au Royaume-Uni au cours de l'été 2010, comme le Offset Festival de Londres, ou encore le festival Rockness en Écosse. En octobre 2010 le groupe publie un deuxième maxi, intitulé Celebrate What You Can’t See. Team Ghost signe avec le label britannique Sonic Cathedral pour les deux premiers EP You Never Did Anything Wrong to Me et Celebrate What You Can't See. En octobre 2010, ils assurent à nouveau la première partie de la tournée britannique du groupe Crystal Castles. Une compilation des deux premiers EPs du nom de We All Shine est sortie spécialement pour le Japon à la fin 2011.
Le groupe se produit aux Transmusicales de Rennes en décembre 2012. Puis, il enregistre son premier album Rituals au studio Vega à Carpentras. Il sort le 18 mars 2013 en Europe, et en avril de la même année aux États-Unis sur le label wSphere. Le premier single se nomme Dead Film Star. Suit une tournée française et européenne en avril 2013, ainsi que des dates à New York en juin 2013.
Le 26 octobre 2016, ils annoncent la sortie de leur second album, intitulé Team Ghost, programmé pour le 2 décembre de la même année, et en diffusent le premier single, The Riser. Depuis 2018, le groupe est inactif tant sur les sorties musicales que sur les réseaux sociaux.

## Discographie

### Albums studio
- 2011 : We All Shine (Sonic Cathedral)

1. Lonely, Lonely, Lonely
2. A Glorious Time
3. Sur Nous Les Étincelles Du Soleil
4. Echoes
5. Only You Can Break My Heart
6. Colors In Time
7. Deaf
8. Red Light Corridor
9. High Hopes
10. Celebrate What You Can't See
11. It's Been A Long Way, But We're Free
12. Signs & Wonders
13. Into My Arms
14. We All Shine

- 2013 : Rituals (wSphere)

1. Away
2. Curtains
3. Somebody's Watching
4. Dead Film Star
5. Things Are Sometimes Tragic
6. Broken Devices
7. All We Left Behind
8. Fireworks
9. Montreuil
10. Pleasure That Hurts
11. Team Ghost
12. We Won't Fail

- 2016 : Team Ghost (Grand Musique)

1. The Riser
2. Sparkles
3. Tales of Tomorrow
4. This Elegy
5. Toys
6. We Are War
7. Birds
8. Celebrity
9. The Sleeper
10. Revelations

### EP et singles
- 2010 : You Never Did Anything Wrong To Me (Sonic Cathedral)

1. Lonely, Lonely, Lonely
2. A Glorious Time
3. Sur Nous Les Etincelles Du Soleil
4. Echoes
5. Only You Can Break My Heart
6. Colors In Time
7. Deaf (uniquement dans la version numérique de l'album)

- 2010 : Celebrate What You Can't See (Sonic Cathedral)

1. High Hopes
2. Celebrate What You Can’t See
3. It’s Been A Long Way, But We’re Free
4. Signs & Wonders
5. Into My Arms (uniquement dans la version numérique de l'album)

- 2012 : Dead Film Star (wSphere / Disque Primeur)

1. Dead Film Star (Album Version)
2. Away (Album Version)
3. Dead Film Star (Para One & Tacteel Remix)
4. Dead Film Star (Tepr Remix)

- 2013 : Curtains (wSphere)

1. Curtains
2. Curtains (Cannblaster Remix)
3. 25.2
4. Team Ghost

- 2013 : Terre Brûlée (wSphere)

1. Dead Film Star
2. Curtains
3. Tonight Is Magic
4. Terre Brûlée

Disque publié dans le cadre du Record Store Day 2013

### Remixes
- 2010 : Yeti Lane - Twice
- 2010 : Wild Palms - To The Lighthouse
- 2010 : Mandrac - Magnet
- 2011 : M83 - Midnight City
- 2011 : Anoraak – Dolphins & Highways (feat. Siobhan Wilson)
- 2011 : Boolfight – Multiple Devils
- 2012 : Fairewell - Wild Meadow / I've Been Locked Away
- 2012 : Collateral - CTRL 3
- 2012 : Villeneuve – The Sun
- 2012 : Unkle – Natural Selection
- 2012 : Mandrac – Magnet
- 2013 : Benjamin Biolay  - Profite (feat. Vanessa Paradis)
- 2013 : Owlle – Ticky Ticky

## Membres
- Nicolas Fromageau — chant, guitare
- Christophe Guérin — chant, guitare
- Benoit de Villeneuve  — chant, guitare, clavier
- Félix Delacroix — batterie
- Pierre Blanc — basse